# Galița, Constanța
Galița este un sat în comuna Ostrov din județul Constanța, Dobrogea, România. Se află în partea de sud-vest a județului,  în Lunca Dunării. La recensământul din 2002 avea o populație de 722 locuitori.